# Mykola Kasperowytsch

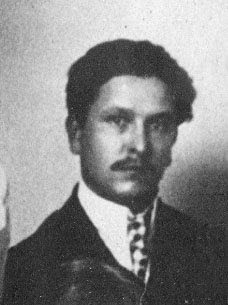
Mykola Kasperowytsch, 1938

Mykola Iwanowytsch Kasperowytsch (ukrainisch Микола Іванович Касперович; * 1885 in Lapyn Rih bei Koselez, Gouvernement Tschernigow, Russisches Kaiserreich; † 7. Mai 1938 in Kiew, Ukrainische SSR) war ein ukrainischer Maler und Restaurator, Vertreter des Bojchukismus.

## Leben
Mykola Kasperowytsch kam im Dorf Lapyn Rih (Лапин Ріг) im Ujesd Koselez in der heute ukrainischen Oblast Tschernihiw zur Welt.
Er studierte zwischen 1901 und 1905 an der Moskauer Akademie für Kunst und Industrie S.G. Stroganow und ab 1905 bei Julian Pankewytsch (Юліан Якович Панькевич; 1863–1933) an der Krakauer Akademie der Künste, die er 1909 absolvierte.
Anschließend ging er als Schüler von Mychajlo Bojtschuk nach Paris, wo 1910 seine Werke im Rahmen einer Gruppenausstellung von Bojtschuks Schülern im Salon des Indépendants ausgestellt wurden.
Gemeinsam mit Mychajlo Bojtschuk reiste er 1910 nach Italien und anschließend ließ er sich 1911 in Lemberg nieder, wo er in den Jahren 1912/13 im Nationalmuseum Kunstrestauration bei Ilarion Swjenzizkyj (Іларіон Семенович Свєнціцький; 1876–1956) studierte. 1913 restaurierte er, zusammen mit Mychajlo und Tymofij Bojtschuk (Тимофій Львович Бойчук; 1896–1922) die Ikonostase der Dreifaltigkeitskirche in Lemeschi im Gouvernement Tschernigow.
In den Jahren 1918 bis 1920 unterrichtete er in Myrhorod Zeichnung und Bildhauerei am Kunstindustriellen- und am Kunstkeramischen Institut. Ab 1921 war er Professor an der Ukrainischen Akademie der Künste. Von 1927 bis 1930 war er in Kiew Leiter der Restaurierungswerkstatt der Allukrainischen Museumsgemeinde. Außerdem führte er 1928 Restaurierungsarbeiten im Charkiwer Museum für Geschichte und Kunst und von 1935 bis 1937 im Museum der russischen Kunst und Museum der westlichen und orientalischen Kunst in Kiew durch. 1935 restaurierte er die Wrubel-Ikonostase der Kirche des heiligen Kyrill in Kiew.
Am 3. März 1938 wurde er vom NKWD unter dem Vorwurf konterrevolutionärer terroristischer Aktivität verhaftet und am 7. Mai 1938 in Kiew hingerichtet. Nach Stalins Tod wurde er, im Rahmen der Entstalinisierung, rehabilitiert.
Einige seiner Werke befinden sich im Nationalmuseum in Lwiw sowie an den Universitäten von Philadelphia und New Jersey.